# 探偵物語/すこしだけやさしく
「探偵物語／すこしだけやさしく」（たんていものがたり／すこしだけやさしく）は、薬師丸ひろ子通算2枚目のシングル。1983年5月25日に東芝EMIより発売された。「探偵物語」は、薬師丸自身が出演した同タイトルの角川映画『探偵物語』の主題歌。ジャケット写真は3種類存在している。

## 背景
映画『探偵物語』の主題歌と、TBS系TVバラエティ『わくわく動物ランド』のエンディング・テーマ曲が収録された両A面シングル。両曲とも作詞が松本隆、作曲は大瀧詠一によるもの。
当初は、「すこしだけやさしく」が「探偵物語」として同映画の主題歌に、「探偵物語」がカップリング曲「海辺のスケッチ」となる予定だったが、薬師丸が前者の曲調を気に入らなかったため、後者の題名を変更した上で主題歌にした。薬師丸が熱心だった「探偵物語」の録音は15テイクにも及び、歌が良くなっていくと作曲者の大瀧も興奮したという。
映画を製作した角川春樹は、南佳孝のファーストアルバム『摩天楼のヒロイン』の歌詞を気に入り、アルバムをプロデュース・作詞した松本に作詞を依頼した。しかし、当時の松本はバイク事故で負傷し、足にギプスをはめた状態で2曲の歌詞を書いた。そのため、歌詞にはまるで日記のように怪我の要素が入っている（「探偵物語」には、「身動きもできない」、「昨日からはみ出した」、「すこしだけやさしく」には、怪我と包帯）。
また、松本が小学4、5年生の頃、多摩川へ遠足に行った際に、同級生が川底のビンか何かの破片で足を切り、ザックリと切れた傷から大量の出血する出来事があった。松本は川底にガラスの破片があるとは思えなかったこと、先生から「気を付けなさい」と注意されたこと、それらの記憶が「探偵物語」の歌詞に込められている。
レコーディングに使用した東芝EMIの広い第3スタジオでは居場所がなく、薬師丸は部屋の隅に行ってしまった。そんな彼女をリラックスさせようと、大瀧はピアノで発声練習を指導した。
2016年3月、薬師丸は大瀧を追悼する『SONGS』に出演し、再現されたナイアガラ・サウンドをバックに「探偵物語」を歌唱した。
音楽雑誌『レコード・コレクターズ』（2014年11月号）の特集「80年代女性アイドル・ソング・ベスト100」で13位になった。大瀧のアルバム『EACH TIME』と同じ演奏陣による本曲を「雨のウェンズデイ」の姉妹曲とも指摘している。
セカンドシングルである本曲で松本と大瀧に出会ったことで、薬師丸は歌うことやアルバム作りの楽しさを知り、「今後も俳優と並行しながら歌手として歌い続けたいと思った」と述べている。さらに、「もし二人に出会っていなかったら、歌手との両立など考えずに、女優だけをしていたかもしれない」とも述べている。

## 記録
予約枚数だけで50万枚以上を記録した。
前作の「セーラー服と機関銃」に続いて1位を記録。ソロでのデビューシングルからの2作連続首位は清水健太郎の「失恋レストラン」「帰らない/恋人よ」に続いて史上2人目の快挙である（後に沢尻エリカも達成する）。
オリコン週間ヒット・チャートで7週にわたって連続1位を記録した。これは、1982年にあみんが「待つわ」で、また1983年に中森明菜が「1⁄2の神話」でそれぞれ連続6週1位を獲得して以来の好記録であった。次いで1989年に工藤静香が「黄砂に吹かれて」で6週連続1位を獲得しているが、これ以降女性ソロ・アーティストの6週を超えるシングル・チャート連続1位記録は更新されていない（2008年現在）。オリコンチャートの登場週数は21週、累計84.1万枚のセールスを記録した。
1983年のオリコン年間ヒットチャートでは、第4位にランクインした。前年の1982年には「セーラー服と機関銃」が年間第2位にランクインしたため、2年連続でベスト10入りを果たしたことになる。ほか、TBS系音楽番組『ザ・ベストテン』では番組出演こそ1回のみだったが、最高1位（4週連続）を記録し、13週連続でベストテンにランクインした。

## 収録曲
全曲作詞：松本隆／作曲：大瀧詠一／編曲：井上鑑
1. 探偵物語　
  - 角川映画『探偵物語』主題歌
2. すこしだけやさしく　
  - TBS系列『わくわく動物ランド』エンディング・テーマ

## 関連作品
- GOLDEN☆BEST 薬師丸ひろ子 - M-1・2ともに収録、規格品番：TOCT-10875
- TWIN BEST 薬師丸ひろ子 - M-1・2ともに収録、規格品番：TOCT-10240
- Essential Best 薬師丸ひろ子 - M-1・2ともに収録、規格品番：TOCT-26317
- 探偵物語 オリジナル・サウンドトラック - M-1・2ともに収録、規格品番：WTP-90255
- 角川映画・女優ヴォーカル・セレクション - M-1・2ともに収録、規格品番：CPC8-3010
- 青春歌年鑑 1983 BEST30 - M-1収録、年代別ヒット曲オムニバス、規格品番：COCA-70259
- 青春歌年鑑 80年代総集編 - M-1収録、1980年代のヒット曲集、規格品番：MHCL-436
- 風街クロニクル 〜another side of happy end〜 - M-1収録、松本隆作品集、規格品番：MHCL-427/8
- 歌姫 〜センチメンタル女性ヴォーカリスト〜 - M-1収録、70年代・80年代の女性ヴォーカル集、規格品番：MHCL-1477
- ザ・ベストテン 1982〜83 - M-1収録、5社共同企画TV番組『ザ・ベストテン』オムニバス、規格品番：VICL-63297

## カバー

### 探偵物語
- 坂本美雨 - 2002年、大瀧詠一トリビュート・アルバム『ナイアガラで恋をして Tribute to EIICHI OHTAKI』に収録。
- 杏里 - 2007年、アルバム『tears of anri』に収録。
- 中納良恵（EGO-WRAPPIN'） - 2015年、トリビュートカバーアルバム『風街であひませう』収録[17]。
- 大瀧詠一 - セルフカバー・アルバム『DEBUT AGAIN』（2016年3月21日発売）に収録[18]
- 安藤裕子 - 2018年版のドラマ『探偵物語』の主題歌を担当し、4月8日からデジタル配信[19]。

### すこしだけやさしく
- 矢野顕子・坂本美雨 - 2014年、キリンビバレッジ『キリン やさしさ生茶 カフェインゼロ』のCMでデュエットした。
- 大瀧詠一 - セルフカバー・アルバム『DEBUT AGAIN』（2016年3月21日発売）に収録[18]